# Поназырево (деревня)
Поназырево — деревня в Поназыревском районе Костромской области. Входит в состав городского поселения посёлок Поназырево.

## География
Находится в восточной части Костромской области у северной окраины районного центра поселка Поназырево.

## История
Деревня существовала в конце XIX века, названа по фамилии первопоселенца Поназырева Гаврила Федоровича. Дала свое имя поселку железнодорожной станции, ныне райцентру Поназырево.

## Население
| 2008 | 2010 | 2014 |
| ---- | ---- | ---- |
| 126  | ↘117 | ↗124 |

Постоянное население составляло 125 человек в 2002 году (русские 92 %), 125 в 2022.